# Sabrina Goleš
Sabrina Goleš (* 3. Juni 1965 in Stari Mikanovci) ist eine ehemalige  jugoslawische Tennisspielerin.

## Karriere
In ihrer Profilaufbahn gewann Goleš einen Einzel- und drei Doppeltitel auf der WTA Tour.
Bei den Olympischen Spielen 1988 in Seoul trat sie für Jugoslawien im Einzel an. Beim Demonstrationsturnier der Olympischen Spiele 1984 in Los Angeles gewann sie die Silbermedaille im Einzel.
Von 1981 bis 1990 bestritt sie für die jugoslawische Fed-Cup-Mannschaft insgesamt 42 Partien mit einer positiven Einzel-Bilanz von 15:7 Siegen; im Doppel gewann sie 15 ihrer 20 Einsätze.

## Turniersiege

### Einzel
| Nr. | Datum           | Turnier | Kategorie | Belag | Finalgegnerin    | Ergebnis |
| --- | --------------- | ------- | --------- | ----- | ---------------- | -------- |
| 1.  | 4. Oktober 1987 | Paris   | WTA       | Sand  | Sandra Wasserman | 7:5, 6:1 |

### Doppel
| Nr. | Datum          | Turnier    | Kategorie  | Belag | Partnerin       | Finalgegnerinnen                     | Ergebnis      |
| --- | -------------- | ---------- | ---------- | ----- | --------------- | ------------------------------------ | ------------- |
| 1.  | 26. April 1986 | Charleston | WTA        | Sand  | Sandra Cecchini | Laura Gildemeister Marcela Skuherská | 4:6, 6:0, 6:3 |
| 2.  | 6. August 1988 | Athen      | WTA Tier V | Sand  | Judith Wiesner  | Silke Frankl Sabine Hack             | 7:5, 6:0      |
| 3.  | 6. Mai 1989    | Taranto    | WTA Tier V | Sand  | Mercedes Paz    | Sophie Amiach Emmanuelle Derly       | 6:2, 6:2      |